# Totteridge
Totteridge – dzielnica Londynu, w Wielkim Londynie, leżąca w gminie Barnet. Leży 15,3 km od centrum miasta Londynu. W 2011 roku dzielnica liczyła 15 159 mieszkańców.